# Багаті теж плачуть
«Бага́ті теж пла́чуть» (ісп. Los ricos también lloran) — мексиканський телесеріал 1979 року виробництва телекомпанії Televisa, який мав великий успіх на радянському телебаченні, і надалі на пострадянському. Став другим латиноамериканським серіалом, який був показаний в СРСР після теленовели «Рабиня Ізаура» (Бразилія). Складався з 244 серій по 25 хвилин кожна.
Прем'єра на радянському центральному телебаченні сталась увечері в понеділок, 18 листопада 1991 року, і впродовж кількох днів йшов пробний показ декількох перших серій — по буднях пізно ввечері. Після цього показ перервали, оскільки керівництво каналу вважало, що серіал не матиме глядацького успіху. Після того, як в «Останкіно» почали приходити мішки листів з проханням повернути серіал на екрани, показ відновили — спочатку вдень по неділях, згодом — вечорами з вівторка по четвер з ранковим повтором на наступний день (транслювались по 2 серії).
У 2005 році в Бразилії відбулася прем'єра римейку серіалу з однойменною назвою.

## Зміст коротко
Бідна дівчина Маріанна Вільяреаль втрачає батька й іде з дому, де господинею стала мачуха, навіть не підозрюючи, що вона — спадкоємиця великого статку.
У столиці вона потрапляє в сім'ю Сальватьєрра, яка через багато років стає для неї рідною.
Але на її долю випало багато страждань — втрата сина, довгі пошуки його, розрив з коханим чоловіком і вдочеріння дівчинки з притулку.

## Відгуки
В СНД і в деяких інших країнах, в основному країнах, що розвиваються, (Бразилія, Туреччина, Португалія, Китай) серіал справив справжню революцію в телевізійному жанрі й став свого роду класикою, на яку надалі опирались подальша мексиканська, латиноамериканська, а потім російська та українська кіноіндустрія серіалів. Під час трансляції серіалу в транспорті, в магазинах, на ринках глядачі жваво обговорювали сюжет.

## В ролях
- Вероніка Кастро (Veronica Castro) (1952) — Маріанна Вільяреаль
- Рохеліо Герра (Rogelio Guerra) (1936—2018) — Луїс Альберто Сальват'єрра
- Едіт Гонсалес (Edith Gonzalez) (1964—2019) — Марісабель Сальват'єрра
- Леонардо Даніель (Leonardo Deniel) (1954) — Леонардо Мендісабаль
- Гільєрмо Капетільйо (Gillermo Capetillo) (1958) — Бето (Альберто Сальватрра)
- Карлос Камара (Carlos Camara) (1934—2016) — Карлос Кастан'єдо
- Росіо Банкельс (Rocio Banquells) (1958) — Естер Ісагіре де Сальват'єрра
- Августо Бенедіко (Augusto Benedico) (1909 — 1992) — Дон Альберто Сальват'єрра
- Алісія Родрігес (Alicia Rodriges) (1935) — донна Єлена Сальват'єрра I
- Колумба Домінгес (Columba Dominguez) (1929—2014) — Марія I
- Марілу Елісага (Marily Elizaga) (1923 — 1995) — донна Єлена Сальват'єрра II
- Марікрус Нахера (Maricruz Nagera) — Марія II
- Флор Прокуна (Flor Procuna) — Ірма Рамос
- Мігель Палмер (Migiel Palmer) (1942—2021) — Діего Авілла I
- Фернандо Лухан (Fernando Lujan) — Діего Авілла II
- Рафаель Банкельс (Rafael Banquells) (1917—1990) — падре Адріан
- Крістіан Бах (Cristian Bach) (1960—2019) — Джоана Сміт
- Іоланда Меріда (Uolanda Merida) (1929-2012) — Рамона
- Марина Дорель (Marina Dorell) — Сара Ріверес
- Ада Карраско (Ada Carrasco) (1912 — 1994) — Феліпа
- Аврора Клавель (Aurora Clavel) (1936) — Мама Чоле
- Марія Ребека (Maria Rebeca) (1970) — Марісабель (в дитинстві)
- Гастон Тусет (Gaston Tusset) — доктор Суарес
- Вікторія Вера (Victoria Vera) (1956) — Вікторія «Шалена», танцівниця в ресторані «Тобладо»
- Малені Моралес (Maleni Morales) (1953—2020) — Хеорхіна, подруга Естер
- Роберта (Robertha) (1949) — Роберта, секретарка Луїса Альберто

## Сценаристи
- Інес Родена (1905—1985) (оригінальний текст)
- Марія Сараттіні Дан (1942) (адаптація)
- Карлос Ромеро (1946) (телевізійна версія)
- Валерія Філіпс (телевізійна версія)

## Режисери
- Фернандо Чакон

## Оператори
- Фернандо Чакон

## Виконавці пісень
- Вероніка Кастро (1952) — Пісня ісп. Aprendí a llorar (в перекладі — Я навчилась плакати).

## Інші версії
- 1988 — Абігайль (ісп. Abigail), венесуельська теленовела виробництва каналу RCTV. У головних ролях Катрін Фулоп і Фернандо Каррільйо.
- 1995—1996 — Марія з передмістя (ісп. María la del barrio), мексиканська теленовела виробництва Televisa. У головних ролях Талія, Фернандо Колунга та Ітаті Кантораль.
- 2005 — Багаті теж плачуть (порт. Os Ricos Também Choram), бразильська теленовела виробництва компанії Sistema Brasileiro de Televisão. У головних ролях Таїс Ферсоза і Марсіо К'єлінг.
- 2006 — Марина (ісп. Marina), американська іспаномовна теленовела виробництва компанії Telemundo. У головних ролях Сандра Ечеверрія, Маурісіо Очманн та Айлін Мухіка.
- 2011 — Марія з передмістя (тагал. Maria la del Barrio), філіппінська теленовела виробництва компанії ABS-CBN. У головних ролях Еріх Гонзалес і Енчонг Ді.
- 2022 — Багаті теж плачуть (ісп. Los ricos también lloran), мексиканський телесеріал виробництва компанії Univision. У головних ролях Клодія Мартін, Себастьян Рульї та Фабіола Гуахардо.